# Rubus crimaeus
Rubus crimaeus är en rosväxtart som beskrevs av Sergei Vasilievich Juzepczuk. Rubus crimaeus ingår i släktet rubusar, och familjen rosväxter. Inga underarter finns listade i Catalogue of Life.